# Snedbandad spetsmätare
Snedbandad spetsmätare (Epione repandaria) är en fjärilsart som beskrevs av Hüfnagel 1767. Snedbandad spetsmätare ingår i släktet Epione och familjen mätare. Arten är reproducerande i Sverige. Inga underarter finns listade i Catalogue of Life.

## Bildgalleri

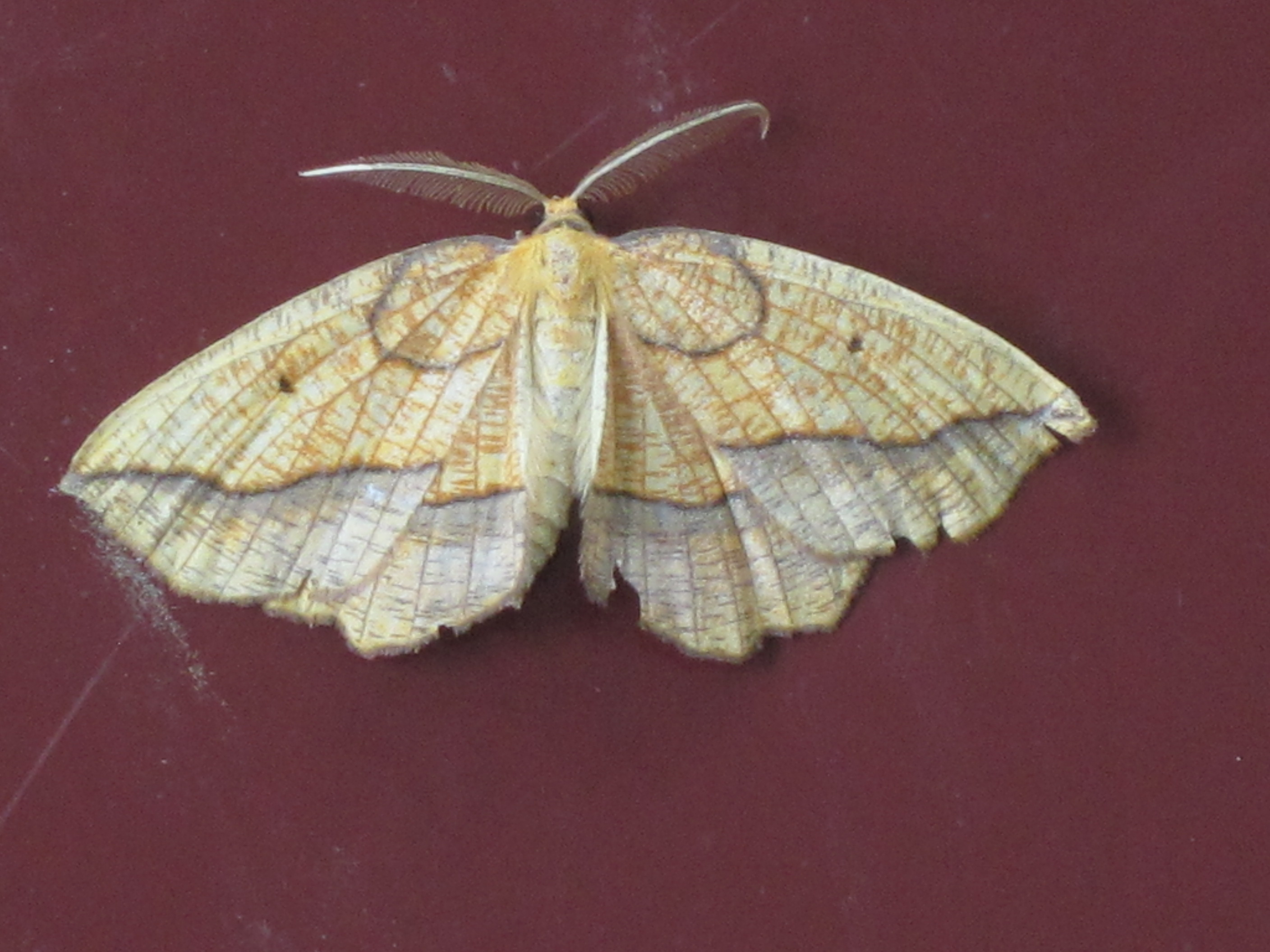
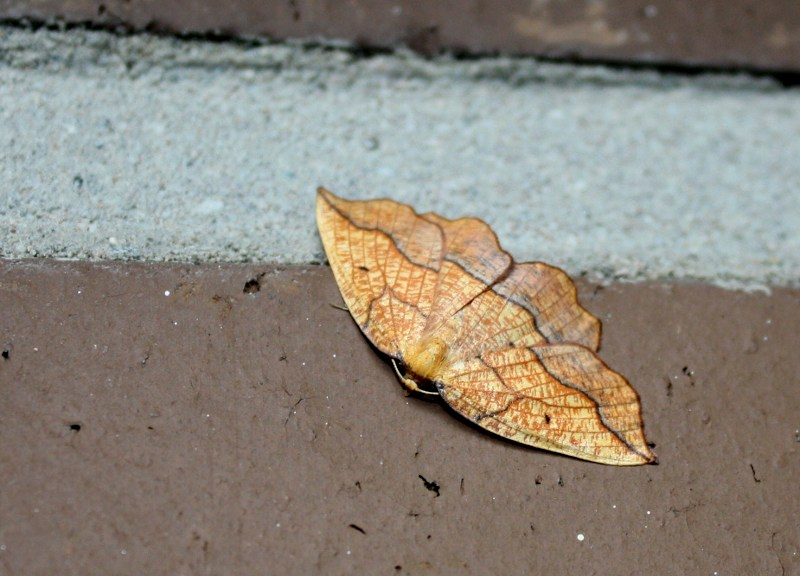
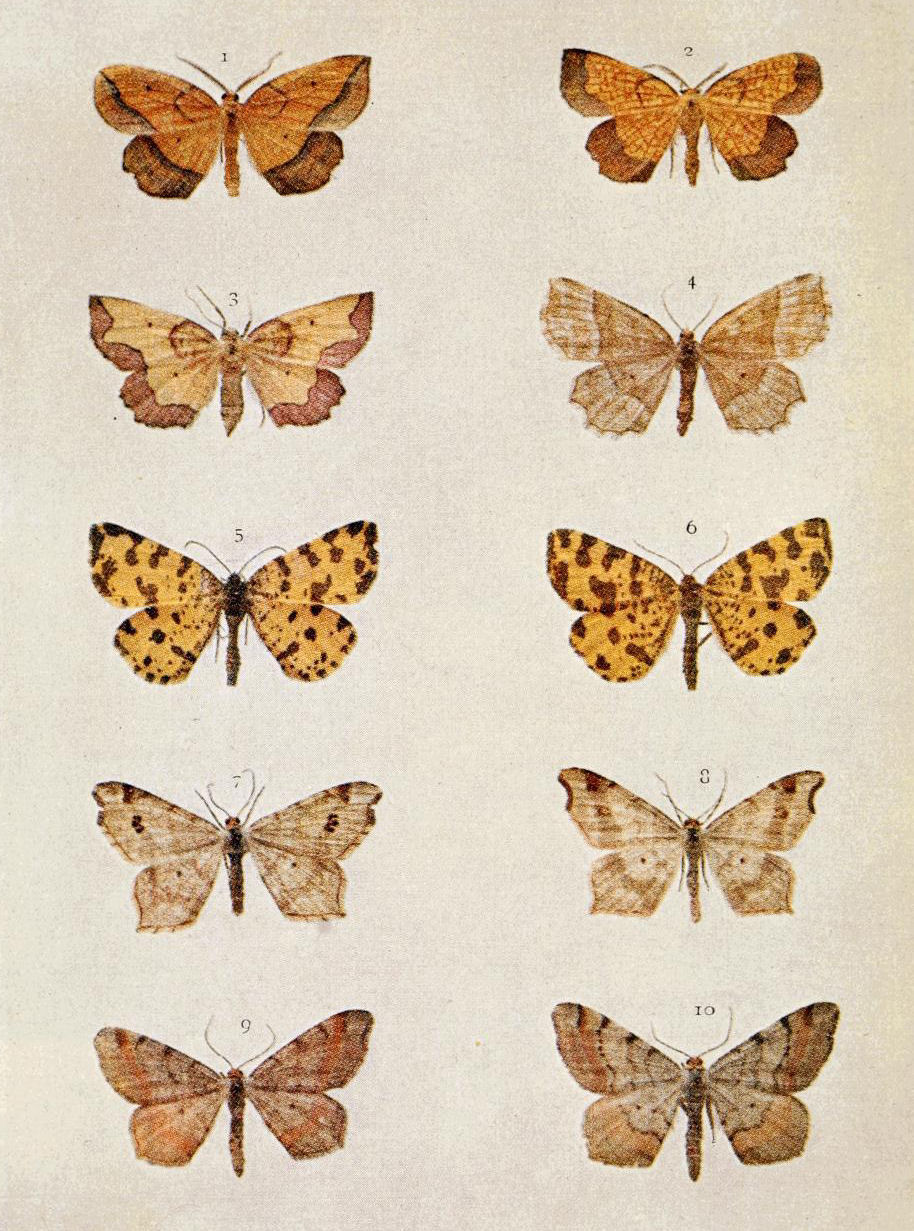
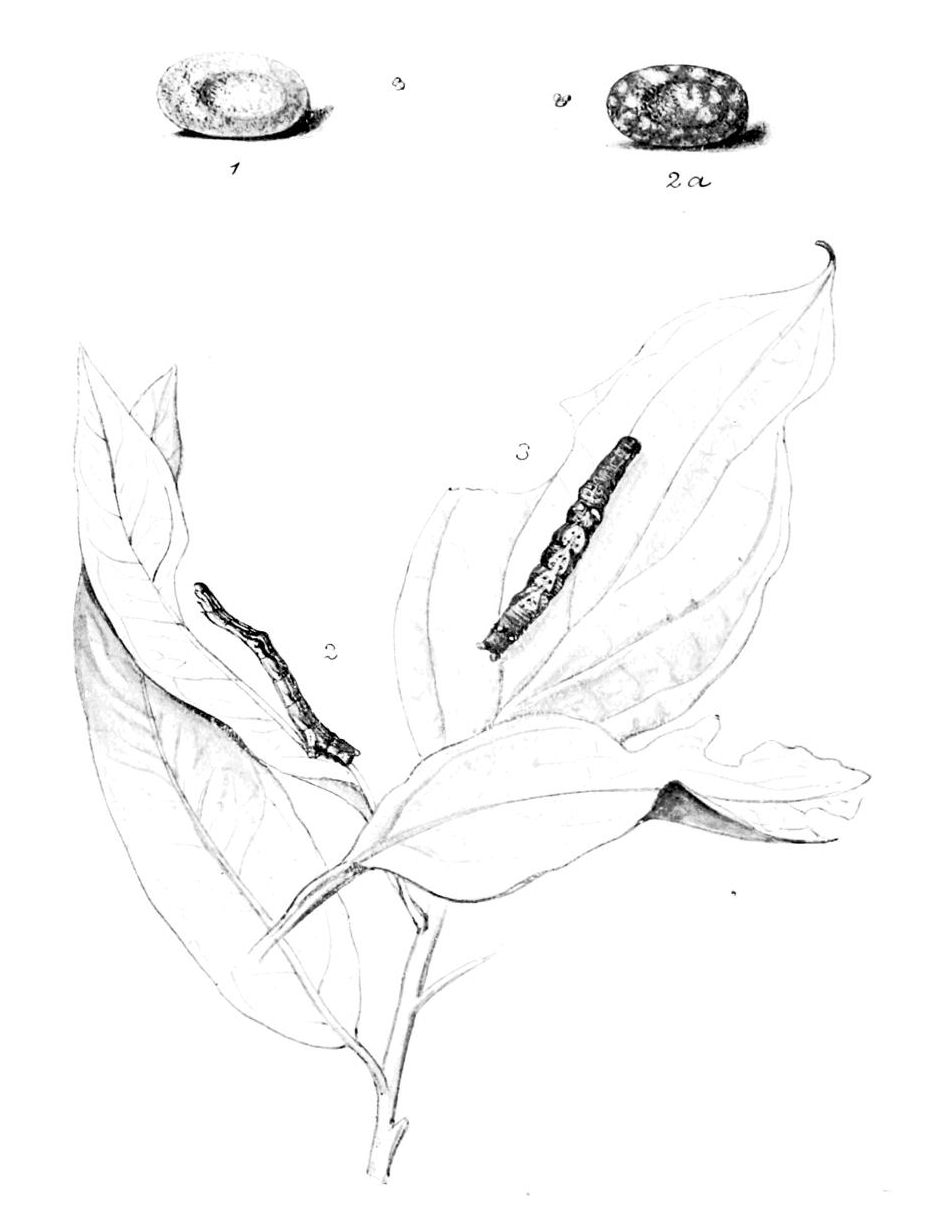